# Paranocarodes aserbeidshanicus
Paranocarodes aserbeidshanicus är en insektsart som beskrevs av Willy Adolf Theodor Ramme 1951. Paranocarodes aserbeidshanicus ingår i släktet Paranocarodes och familjen Pamphagidae. Inga underarter finns listade i Catalogue of Life.